# اتحاد غرب آسيا لكرة القدم
اتحاد غرب آسيا لكرة القدم يختصر له بـ (WAFF)، رابطة للاتحادات الوطنية لكرة القدم في غرب آسيا. وقد تم تشكيله لأول مرة عام 2001 دعا لإنشائه الاتحاد الأردني لكرة القدم، فكان الاعضاء المؤسسين هم إيران والعراق والأردن ولبنان وفلسطين وسوريا.
و في عام 2009 انضمت اتحادات قطر والإمارات واليمن. ثم انضمت اتحادات البحرين والكويت وعُمان والسعودية في عام 2010. في 10 حزيران 2014 انتهت عضوية إيران في هذا الاتحاد بعد ان أصبحت عضوا في اتحاد آسيا الوسطى لكرة القدم.
أُقيمت النسخة الأولى من بطولاته عام 2000 في العاصمة الأردنية، كما شارك اليمن في النسخة الخامسة منها في طهران بصفته عضواً، فيما شاركت قطر وعُمان لأول مرة أيضاً دون أن تكونا عضوين في اتحاد غرب آسيا.

## قائمة الدول
| - الأردن - العراق - سوريا - لبنان - فلسطين - إيران (أصبحت عضوا في اتحاد وسط آسيا) | - قطر - الإمارات العربية المتحدة - اليمن | - الكويت - عمان - البحرين - السعودية | - إيران |  |

## أعضاء الجمعية
| جمعية                    | سنة الانضمام    | رجال           | سيدات          |
| ------------------------ | --------------- | -------------- | -------------- |
| البحرين                  | 2010            | منتخب البحرين  | منتخب البحرين  |
| العراق                   | 2001 (عضو مؤسس) | منتخب العراق   | منتخب العراق   |
| الأردن                   | 2001 (عضو مؤسس) | منتخب الأردن   | منتخب الأردن   |
| الكويت                   | 2010            | منتخب الكويت   | منتخب الكويت   |
| لبنان                    | 2001 (عضو مؤسس) | منتخب لبنان    | منتخب لبنان    |
| عمان                     | 2010            | منتخب عمان     | –              |
| فلسطين                   | 2001 (عضو مؤسس) | منتخب فلسطين   | منتخب فلسطين   |
| قطر                      | 2009            | منتخب قطر      | منتخب قطر      |
| السعودية                 | 2010            | منتخب السعودية | منتخب السعودية |
| سوريا                    | 2001 (عضو مؤسس) | منتخب سوريا    | منتخب سوريا    |
| الإمارات العربية المتحدة | 2009            | منتخب الإمارات | منتخب الإمارات |
| اليمن                    | 2009            | منتخب اليمن    | –              |

## وصلات داخلية
- بطولة اتحاد غرب آسيا للسيدات

## وصلات خارجية
- الموقع الرسمي لإتحاد غرب آسيا لكرة القدم